# Space Mutiny - Duello nel cosmo
Space Mutiny - Duello nel cosmo (Space Mutiny) è un film sudafricano del 1988 diretto da David Winters.